# Lilongwe (rzeka)
Lilongwe (ang. Lilongwe River) – rzeka w Malawi, o długości 190 km i średnim przepływie 963 m³/s.
Rzeka ma swój początek w rezerwacie Dzalanyama na granicy dystryktów Lilongwe i Dedza; biegnie w kierunku wschodnim; w połowie biegu przecina stolicę Malawi, po czym wpada do jeziora Niasa, na wysokości 472 m n.p.m.. Rzeka Lilongwe jest częścią zlewni rzeki Zambezi.
Rzeka Lilongwe jest głównym źródłem wody dla mieszkańców miasta o tej samej nazwie. Na jej biegu znajduje się zapora wodna Kamuzu, która dostarcza miastu energię elektryczną.